# Gypona pulchella
Gypona pulchella är en insektsart som beskrevs av Henry Fairfield Osborn 1938. Gypona pulchella ingår i släktet Gypona och familjen dvärgstritar. Inga underarter finns listade i Catalogue of Life.